# Asoci I d'Ibèria
Asoci I d'Ibèria, dita Asoci I el Curopalata (en georgià: აშოტ I კურაპალატი, Asoci I Kurapalati), fou un príncep-primat d'Ibèria per compte del Califa, i pel Basileus que li va concedir el títol de curopalata (final del segle viii - 20 de gener de 830).

## Origen llegendari
La "Crònica georgiana" del príncep Vakhust fa d'Asoci el descendent directe del príncep-primat d'Ibéria del segle vi Guaram I (570-595), el pretès primer sobirà bagràtida d'Ibèria. Tanmateix, aquesta tradició no és pas acceptable perquè se sap que el pare d'Asoci, Adarnases Bagration, era el net de Asoci III d'Armènia (732-748), príncep-primat d'Arménie pel Califa. La mare d'Asoci I és pel que fa a ella la filla única de Narses d'Ibèria Nersiani, príncep-primat d'Ibèria del segle viii.

## Biografia
Segons els escrits de la tradició armènia de la història georgiana, basats en els treballs de l'historiador Vardan i publicats per Marie-Félicité Brosset, Asoci I, també conegut sota el nom d'Asoci el Gran, és considerat com el fundador de la dinastia georgiana dels Bagrationi. El seu regnat hauria començat l'any 786, o com a molt d'hora el 780 ; Asoci és per tant considerat com el successor directe de sant Artxil, rei de Kakhètia i l'últim membre de l'antiga família reial d'Ibèria dels cosròides. Tanmateix, la verdadera data de l'accessió al tron d'Asoci seria més tardana, sigui en el moment de les últimes adquisicions de terres del seu pare Adarnases I de Tao xxx que són esmentades per les fonts després de la mort d'Artxil.
Asoci I va regnar inicialment en tant que erismthawari en una regió al voltant de Tiflis, i domina tot el territori del Kvemo Kartli, al sud i al nord de Xida Kartli. Continuant la guerra incessant contra els àrabs, comença per expulsar-los dels seus dominis, però els «agarens» es venjaren i el forçaren a retirar-se del Kartli central per retornar a les seves possessions hereditàries de Tao (Taik). Reconegut en tant que príncep-primat d'Ibèria per la cort de l'Imperi Romà d'Orient el 813, rebé el títol de curopalata i es va instal·lar a la província ara deserta de Klardjètia, on va restaurar el castell d'Artanudji (avui Ardanuç, al nord-est de Turquia) que havia estat construït quatre segles abans pel rei Vakhtang I Cap de Llop. Per fer reviure el país devastat pels àrabs i les epidèmies de còlera, va patrocinar l'establiment de la comunitat monàstica local dirigida per Grigol Khandztheli, i encoratja l'arribada de georgians a la regió. El resultat d'aquestes operacions fou doncs que el centre polític i religiós d'Ibèria es va desplaçar del Kartli central a la província del sud-oest de Geòrgia, a Tao i Klardjètia (sovint anomenades la Taoklardjètia).
De la seva base a Klarjètia, Asoci va combatre durament per recobrir més terres georgianes ocupades pels àrabs. Al final dels anys 810, es va aliar a Teodosi II d'Abkhàzia (810/811-836/837) amb la finalitat d'aturar la progressió del corbisbe Grigol de Kakhètia que ocupava llavors una part dels antics dominis d'Asoci a Xida Kartli. Grigol, que era aliat de l'emir de Tiflis i dels pobles caucàsics dels mthiuls (Mtiulètia) i dels tsanars (Tsanarètia), fou derrotat per Asoci a la batalla de Ksani. La principal conseqüència d'aquesta batalla fou la restauració del poder d'Asoci a la Geòrgia central .
El 827/828, Khalid ben Yazid, el virrei àrab d'Armènia (Arminiyya), esdevingué un dels principals enemics del principat d'Asoci. Asoci I Bagration encara devia estar viu aleshores i la crònica georgiana de Sumbat, que diu que Asoci fou assassinat l'any 826, és probablement falsa. És més probable que l'esdeveniment es produís quatre anys més tard, el 830. Asoci fou enterrat a l'església dels Sants Apòstols Pere i Pau que havia fet construir a Artanudji. Fou canonitzat per l'Església ortodoxa de Geòrgia, que celebra el dia del seu martiri el 29 de gener.

## Família i descendència
Segons Cyril Toumanoff, Asoci I Bagrationi va tenir quatre fills d'una esposa desconeguda:
- una filla, que es va casar amb Teodosi II d'Abkhàzia;
- Adarnases II de Tao, duc de Alt Tao i Calarzene
- Bagrat I d'Ibèria, duc de Baix Tao i després príncep-primat d'Ibèria ;
- Guaram V Mamphali, príncep de Javakètia i de Samtskhé.